# قطعنامه ۱۸۳۷ شورای امنیت
قطعنامه ۱۸۳۷ شورای امنیت سازمان ملل متحد که در تاریخ ۲۹ سپتامبر ۲۰۰۸ تصویب شد، سندی بین‌المللی دربارهٔ نقض حقوق انساندوستانهٔ بین‌المللی در قلمرو یوگسلاوی سابق است. این قطعنامه طی نشست ۵۹۸۶ام با ۱۵ رای موافق، ۰ مخالف و ۰ ممتنع تصویب شد.